# 埼玉県道・東京都道102号平方東京線

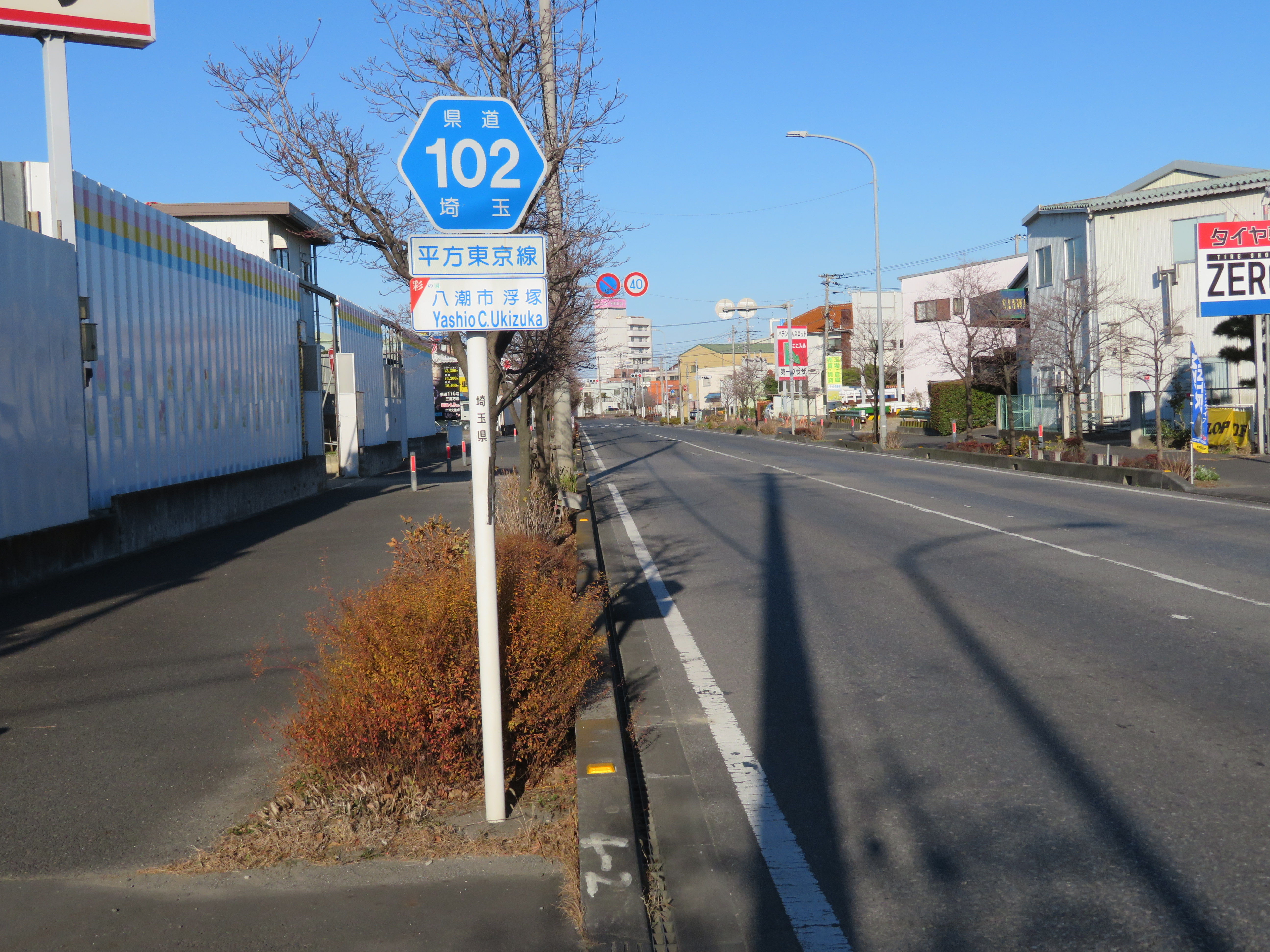
埼玉県八潮市浮塚付近

埼玉県道・東京都道102号平方東京線（さいたまけんどう・とうきょうとどう102ごう ひらかたとうきょうせん）は、埼玉県越谷市から東京都足立区に至る一般県道・一般都道である。

## 概要
起点から越谷市内は主に歩道のない狭い区間が続き、一部狭隘区間も存在するほか、増森地区には国道4号のバイパスである東埼玉道路の開通に伴い、分断された区間が存在する。また、沿線にはイオンレイクタウンがあり、大成町〜東町の間は買い物客などで混雑している。

## 路線データ
- 起点：埼玉県越谷市平方（埼玉県道80号野田岩槻線交点）
- 終点：東京都足立区青井3丁目[2]
- 重要な経過地：埼玉県八潮市[3]
- 路線延長
  - 埼玉県区間：19,132m（実延長）[4]
  - 東京都区間：2,809m（実延長）[2]

## 沿革
- 1960年（昭和35年）9月1日 - 埼玉県道の路線認定[3]
- 1961年（昭和36年）3月15日 - 東京都道の路線認定[5]

## 地理

### 通過する自治体
- 埼玉県
  - 越谷市
  - 草加市
  - 八潮市
- 東京都
  - 足立区

### 交差する道路
| 接続する道路                                          | 接続する道路                                          | 交差点名         | 所在地   | 所在地 |
| ----------------------------------------------------- | ----------------------------------------------------- | ---------------- | -------- | ------ |
| 埼玉県道80号野田岩槻線                                | 埼玉県道80号野田岩槻線                                |                  | 埼 玉 県 | 越谷市 |
| 埼玉県道19号越谷野田線                                |                                                       |                  | 埼 玉 県 | 越谷市 |
| 埼玉県道19号越谷野田線                                | 埼玉県道19号越谷野田線                                | 新方橋西         | 埼 玉 県 | 越谷市 |
| 国道4号(東埼玉道路)                                   | 国道4号(東埼玉道路)                                   | 新ましもり橋北   | 埼 玉 県 | 越谷市 |
| 埼玉県道52号越谷流山線                                |                                                       |                  | 埼 玉 県 | 越谷市 |
| 埼玉県道52号越谷流山線                                |                                                       | 大成町7丁目      | 埼 玉 県 | 越谷市 |
|                                                       | 埼玉県道52号越谷流山線                                | 東町             | 埼 玉 県 | 越谷市 |
| 埼玉県道380号柿木町蒲生線                             |                                                       | 柿木町           | 埼 玉 県 | 草加市 |
| 国道298号 埼玉県道29号草加流山線                      | 国道298号 埼玉県道29号草加流山線                      | 八潮八条         | 埼 玉 県 | 八潮市 |
| 埼玉県道29号草加流山線                                | 埼玉県道29号草加流山線                                | 八条橋西詰       | 埼 玉 県 | 八潮市 |
| 埼玉県道327号草加八潮三郷線                           | 本線                                                  | 八潮北交番（南） | 埼 玉 県 | 八潮市 |
| 千葉県道・東京都道・埼玉県道54号松戸草加線バイパス    | 千葉県道・東京都道・埼玉県道54号松戸草加線バイパス    | 中央二丁目       | 埼 玉 県 | 八潮市 |
| 埼玉県道54号松戸草加線（旧道）                        | 埼玉県道54号松戸草加線（旧道）                        | 中央交番前       | 埼 玉 県 | 八潮市 |
| 埼玉県道115号越谷八潮線                               | 埼玉県道115号越谷八潮線                               | 大曽根           | 埼 玉 県 | 八潮市 |
| 埼玉県道116号八潮三郷線                               | 埼玉県道116号八潮三郷線                               | 八潮南ランプ入口 | 埼 玉 県 | 八潮市 |
| 首都高速6号三郷線                                     | 首都高速6号三郷線                                     | 八潮南出入口     | 埼 玉 県 | 八潮市 |
| 埼玉県道116号八潮三郷線                               | 埼玉県道116号八潮三郷線                               | 大曽根南         | 埼 玉 県 | 八潮市 |
| 東京都道466号内匠橋花畑線                             |                                                       | 内匠橋西         | 東 京 都 | 足立区 |
| 東京都道318号環状七号線 (東京都道501号王子金町市川線) | 東京都道318号環状七号線 (東京都道501号王子金町市川線) | 西加平神社前     | 東 京 都 | 足立区 |
| 補助138号線（環七南通り）                             | 補助138号線（環七南通り）                             | 青井駅入口       | 東 京 都 | 足立区 |
| 東京都道467号千住新宿町線                             | 東京都道467号千住新宿町線                             | 西綾瀬三丁目     | 東 京 都 | 足立区 |

### 重複区間
- 埼玉県道19号越谷野田線（埼玉県越谷市増林） - 新方橋南交差点（埼玉県越谷市増林）
- 国道4号東埼玉道路（埼玉県越谷市増森） - 新ましもり橋北交差点（埼玉県越谷市増森）[6]
- 埼玉県道52号越谷流山線中島橋交差点（埼玉県越谷市東町） - 東町交差点（埼玉県越谷市東町）
- 埼玉県道29号草加流山線八潮八条交差点（埼玉県八潮市八條） - 八条橋西詰交差点（埼玉県八潮市八條）
- 埼玉県道115号越谷八潮線大曽根交差点（埼玉県八潮市大曽根） - 八潮南ランプ交差点（埼玉県八潮市大曽根）

### 沿道の施設
| 施設                               | 所在地 | 所在地 |
| ---------------------------------- | ------ | ------ |
| 平方工業団地                       | 埼玉県 | 越谷市 |
| 越谷市立新方小学校                 | 埼玉県 | 越谷市 |
| 越谷市立新栄中学校                 | 埼玉県 | 越谷市 |
| キャンベルタウン野鳥の森・大吉公園 | 埼玉県 | 越谷市 |
| 越谷警察署増林駐在所               | 埼玉県 | 越谷市 |
| 越谷市斎場                         | 埼玉県 | 越谷市 |
| 越谷市立増林小学校                 | 埼玉県 | 越谷市 |
| 越谷総合公園                       | 埼玉県 | 越谷市 |
| 越谷市農業技術センター             | 埼玉県 | 越谷市 |
| 埼玉県越谷食肉センター             | 埼玉県 | 越谷市 |
| 東埼玉資源環境組合第一工場         | 埼玉県 | 越谷市 |
| 越谷レイクタウン                   | 埼玉県 | 越谷市 |
| 埼玉県企業局柿木浄水場             | 埼玉県 | 草加市 |
| 旧草加市民温水プール               | 埼玉県 | 草加市 |
| 東埼玉資源環境組合第二工場         | 埼玉県 | 草加市 |
| 東埼玉資源環境組合し尿処理施設     | 埼玉県 | 八潮市 |
| 八潮市老人福祉センターすえひろ荘   | 埼玉県 | 八潮市 |
| 八潮市立八條中学校                 | 埼玉県 | 八潮市 |
| 八潮市立八條北小学校               | 埼玉県 | 八潮市 |
| 八潮団地                           | 埼玉県 | 八潮市 |
| 綾瀬川放水路・八潮排水機場         | 埼玉県 | 八潮市 |
| 八潮市立八條小学校                 | 埼玉県 | 八潮市 |
| 草加警察署八潮北交番               | 埼玉県 | 八潮市 |
| 埼玉県立八潮高等学校               | 埼玉県 | 八潮市 |
| 八潮病院                           | 埼玉県 | 八潮市 |
| やしお生涯楽習館                   | 埼玉県 | 八潮市 |
| 八潮市立八潮中学校                 | 埼玉県 | 八潮市 |
| 八潮市役所                         | 埼玉県 | 八潮市 |
| 草加警察署八潮中央交番             | 埼玉県 | 八潮市 |
| 八潮市立大原小学校                 | 埼玉県 | 八潮市 |
| 草加警察署大曽根交番               | 埼玉県 | 八潮市 |
| 足立区立花畑小学校                 | 東京都 | 足立区 |
| 足立六町郵便局                     | 東京都 | 足立区 |
| つくばエクスプレス六町駅           | 東京都 | 足立区 |
| 足立区立加平小学校                 | 東京都 | 足立区 |
| 首都高速道路加平出入口             | 東京都 | 足立区 |
| 足立区立青井中学校                 | 東京都 | 足立区 |
| 足立西加平郵便局                   | 東京都 | 足立区 |
| つくばエクスプレス青井駅           | 東京都 | 足立区 |
| 足立区立青井小学校                 | 東京都 | 足立区 |
| 東京都立江北高等学校               | 東京都 | 足立区 |

## ギャラリー

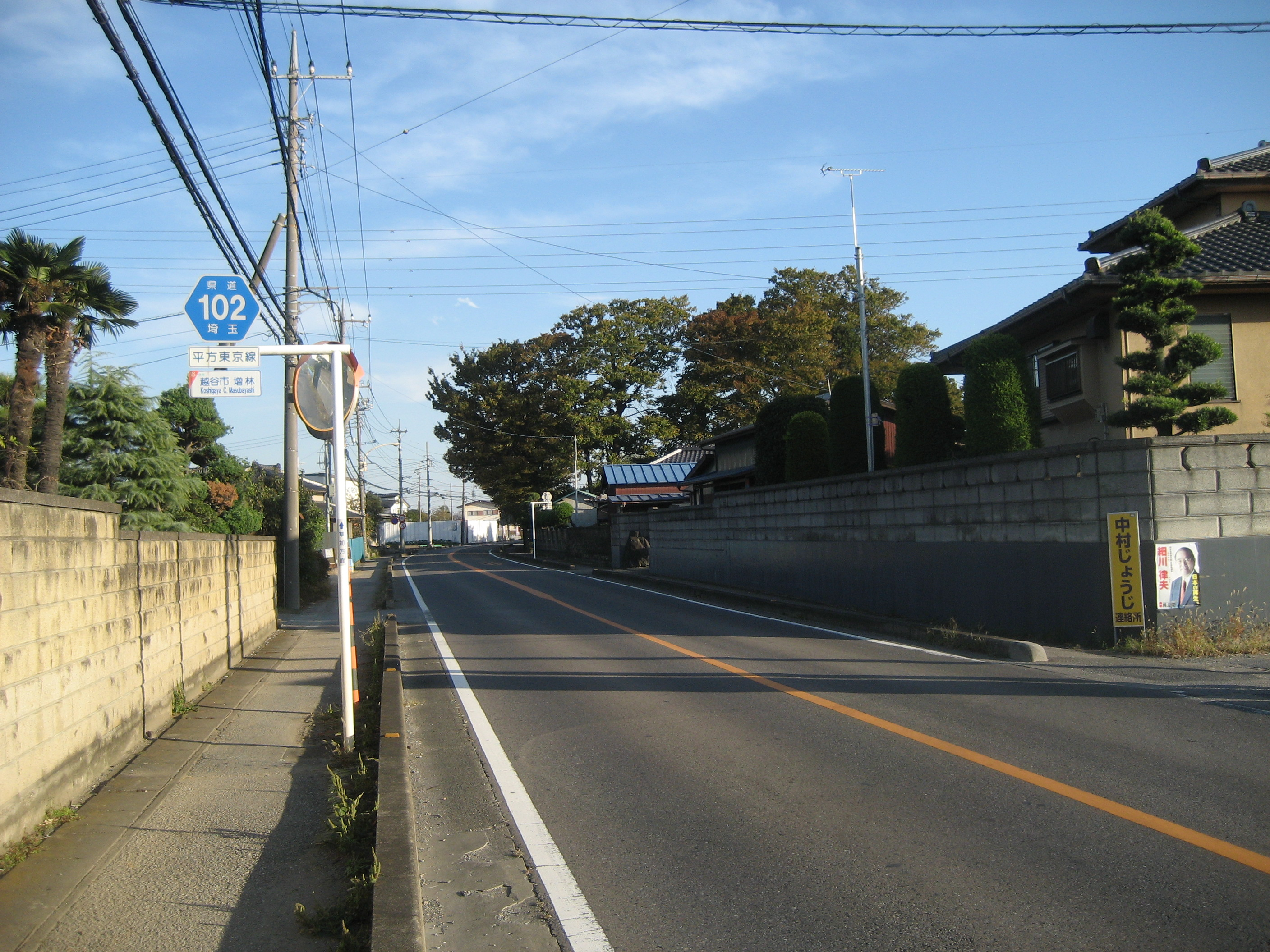
越谷市増林付近
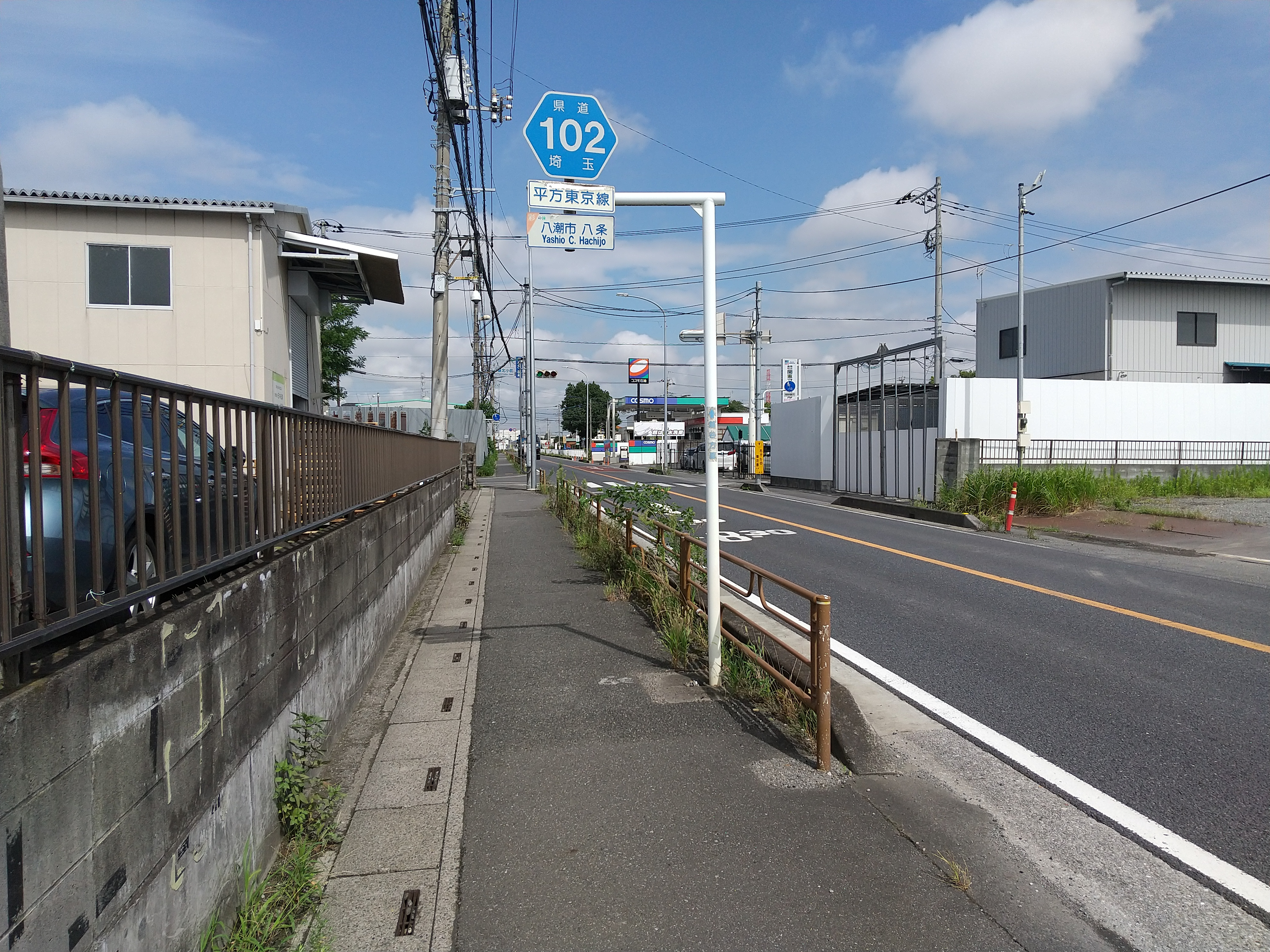
八潮市八条付近
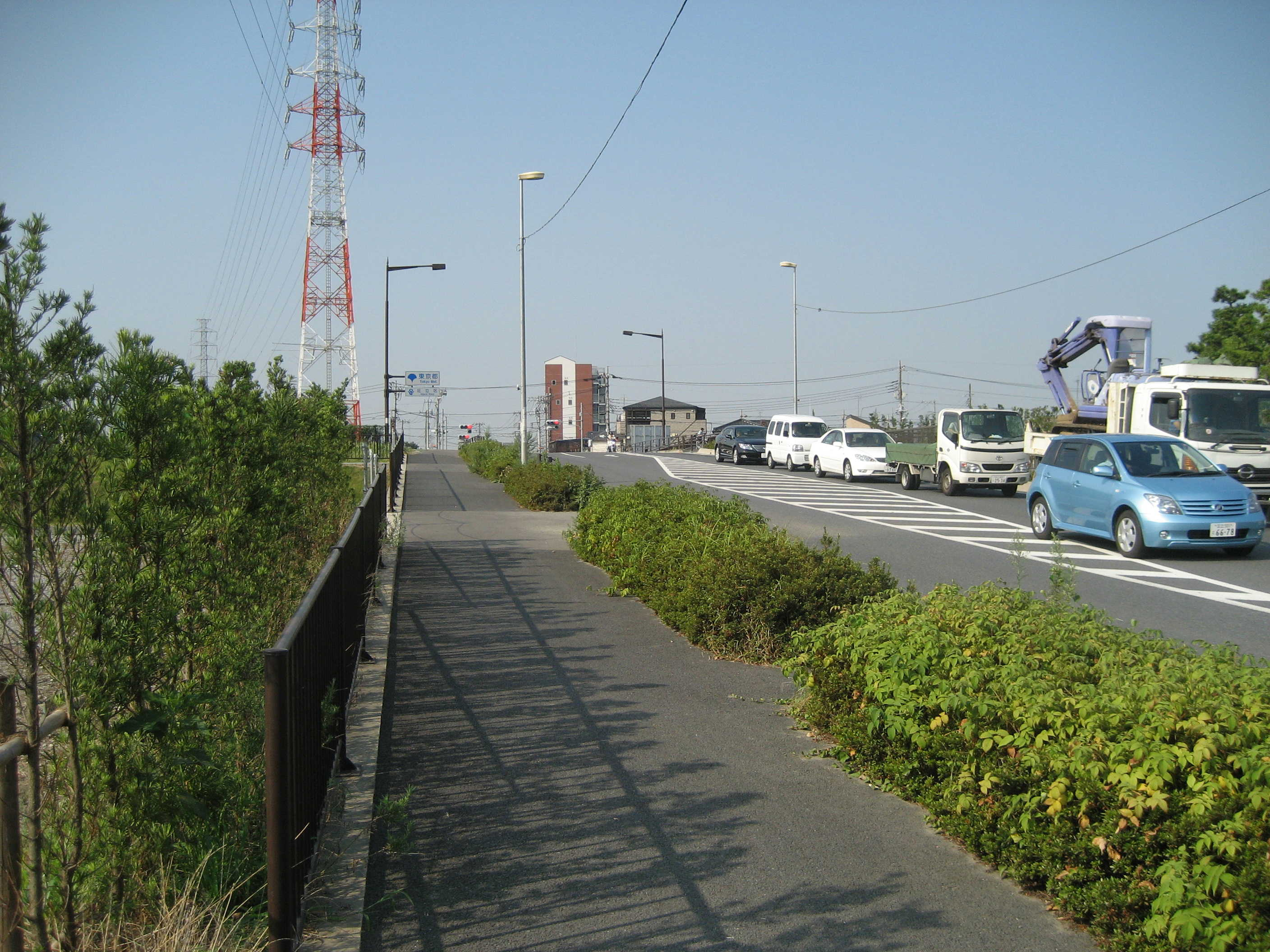
都県境に架かる浮花橋付近。この前後の区間ではつくばエクスプレスが当線の地下を走行する。